# Silvia Guidi
Ersilia Guidetti, nota come Silvia Guidi (Cento, 9 dicembre 1935), è una cantante italiana conosciuta nei primi anni sessanta.

## Biografia
Inizia la carriera a metà degli anni cinquanta, dopo aver lavorato come dattilografa, cantando in orchestre in cui spesso suona anche la fisarmonica.
Dopo un periodo come cantante sulle navi da crociera, viene messa sotto contratto dalla Fontana Records.
Partecipa al Festival di Sanremo 1961 presentando Notturno senza luna insieme con Aura D'Angelo.
L'anno seguente è di nuovo in gara al Festival di Sanremo 1962, dove propone Conta le stelle in coppia con Jenny Luna.
Passa poi alla casa discografica Philips, per la quale incide molte altre canzoni (tra cui Amami di più, La verità, Gelosia, Fantastico, Dammi la mano e corri, Quando c'è la luna piena), partecipando a molte trasmissioni televisive.
Con l'avvento del beat decide di ritirarsi a vita privata.

## Discografia parziale

### Singoli
- 1959: Amorevole/Amare te (Fontana Records, 270 529)
- 1959: L'organito/Ancora (Fontana Records, 270 529)
- 1960: Bimbombey/Le tre campane (Fontana Records, 270 547)
- 1960: È vero/Invoco te (Fontana Records, 270 550)
- 1960: Quando c'è la luna piena/A Tahiti (Fontana Records, 270 554)
- 1961: Non domandare (alle stelle)/La mia felicità (Fontana Records, 270 565)
- 1961: Notturno senza luna/Qualcuno mi ama (Fontana Records, 270 572)
- 1961: Gelosia/Amami di più (Fontana Records, 270 578)
- 1962: Il mio giuramento/Noche de ronda (Fontana Records, 270 580)
- 1962: Conta le stelle/Tango italiano (Fontana Records, 270 583)
- 1962: Ciao Venezia/La luna di Venezia (Fontana Records, 270 584)
- 1962: Rendez vous a Paris/Aspetterò la primavera (Fontana Records, 270 586)
- 1963: Non ti preoccupare/Quattro dita di gin (Fontana Records, 270 595)
- 1963: Dammi la mano e corri/Quando c'è la luna piena (Fontana Records, 270 598)
- 1964: Per essere felici/Per essere felici (strumentale) (Grundig, G 301; sul lato B il brano è eseguito dall'orchestra Cergoli)
- 1966: Hai voluto così/Non farmi ridere (Arlecchino, D 255)

### Album
- 1959: Assisi. Sagra della Canzone Nova 1959 (Philips, P 08507 L; con Silvia Guidi, Wilma De Angelis, Arturo Testa, Bruno Pallesi, Luciano Rondinella, Pino Simonetta
- 1960: Tutto Sanremo 1960 (Philips, P 08511 L; con Silvia Guidi, Wilma De Angelis, Arturo Testa, Bruno Pallesi, Luciano Rondinella, Corrado Lojacono
- 1961: Assisi. Sagra della Canzone Nova 1961 (Melodicon, MP 4001); con Silvia Guidi, Wilma De Angelis, Arturo Testa, Anita Sol, Nico Ventura, Lo Vetere

### EP
- 1961: Gli anni felici/Gli anni felici continueranno (DC-SPES, DC4; lato A cantano lo stesso brano Wilma De Angelis e Gino Corcelli; nel lato B lo stesso brano è cantato da Van Prince)

### Discografia fuori dall'Italia

#### EP
- 1958: Boga y va/Scusami/Oye/Al otro lado del Atlantico (Alhambra, EMGE 70818; pubblicato in Spagna)
- 1960: Festival San Remo 1960 (Philips, 431 038; pubblicato in Germania; con Silvia Guidi (canta "Colpevole"), Arturo Testa e Wilma De Angelis